# Joseph Hubert Reinkens
Joseph Hubert Reinkens (ur. 1 marca 1821 w Burtscheid k. Akwizgranu, zm. w 4 stycznia 1896 w Bonn) – duchowny, znawca historii Kościoła, klasyk literatury starokatolickiej, pierwszy biskup Kościoła Starokatolickiego w Niemczech.

## Życiorys
Gimnazjum ukończył w Akwizgranie, potem (1844–1847) studiował w Bonn teologię i filozofię. Święcenia kapłańskie z rąk arcybiskupa Johannesa Geissela otrzymał w Kolonii w 1848, rok później w Monachium uzyskał stopień doktora teologii. Habilitował się w 1850 we Wrocławiu, po czym w 1853 mianowano go na Uniwersytecie Wrocławskim profesorem nadzwyczajnym. W tym samym czasie rozpoczął działalność jako kaznodzieja we wrocławskiej katedrze, pozostawał nim do 1858. W 1857 został profesorem zwyczajnym historii Kościoła i przejął katedrę teologii na Uniwersytecie po J. Ignazu Ritterze.
W konflikcie z biskupem Heinrichem Försterem poparł w 1860 swego przyjaciela Johanna B. Baltzera. Naraził się też wrocławskiemu klerowi wygłoszoną opinią o braku zainteresowań naukowych w tym środowisku.
W 1866 został rektorem Uniwersytetu Wrocławskiego; w 1867 otrzymał od rządu pruskiego propozycję objęcia stanowiska biskupa w Limburgu, ale kandydatury tej nie zaakceptował Watykan. Sprzeciwiał się uchwałom I Soboru Watykańskiego, w szczególności dogmatowi o nieomylności papieża, za co został ekskomunikowany 20 listopada 1870.
W 1871 został doktorem honoris causa na uniwersytecie w Lipsku. Jako współzałożyciel Kościoła Starokatolickiego w Niemczech w roku 1873 został przez pierwszy starokatolicki synod niemiecki w Bonn wybrany na biskupa. Od biskupa Hermanusa Heykampa z Deventer J.H. Reinkens otrzymał sakrę biskupią w Rotterdamie.